# Amphoe Rattanawapi
Amphoe Rattanawapi (Thai: อำเภอ รัตนวาปี) ist ein Landkreis (Amphoe – Verwaltungs-Distrikt) in der Provinz Nong Khai. Die Provinz Nong Khai liegt im Norden der Nordostregion von Thailand, dem so genannten Isan.

## Geographie
Die Provinz Nong Khai liegt etwa 615 Kilometer nordöstlich von Bangkok entlang des Mekong, der hier die Landesgrenze nach Laos darstellt.
Amphoe Rattanawapi grenzt an die folgenden Landkreise (von Osten im Uhrzeigersinn): an die Amphoe Pak Khat und So Phisai in der Provinz Bueng Kan sowie an die Amphoe Fao Rai und Phon Phisai in der Provinz Nong Khai. Nach Nordwesten am anderen Ufer des Mekong liegt die Provinz Bolikhamsai von Laos.

## Geschichte
Rattanawapi wurde am 1. April 1995 zunächst als „Zweigkreis“ (King Amphoe) eingerichtet, indem er vom Amphoe Phon Phisai abgetrennt wurde.
Am 15. Mai 2007 hatte die thailändische Regierung beschlossen, alle 81 King Amphoe in den einfachen Amphoe-Status zu erheben, um die Verwaltung zu vereinheitlichen.
Mit der Veröffentlichung in der Royal Gazette „Issue 124 chapter 46“ vom 24. August 2007 trat dieser Beschluss offiziell in Kraft.

## Verwaltung

### Provinzverwaltung
Der Landkreis Rattanawapi ist in fünf Tambon („Unterbezirke“ oder „Gemeinden“) eingeteilt, die sich weiter in 62 Muban („Dörfer“) unterteilen.
| Nr. | Name             | Thai        | Muban | Einw.  |
| --- | ---------------- | ----------- | ----- | ------ |
| 1.  | Rattanawapi      | รัตนวาปี      | 12    | 08.752 |
| 2.  | Na Thap Hai      | นาทับไฮ      | 11    | 08.420 |
| 3.  | Ban Ton          | บ้านต้อน      | 09    | 03.912 |
| 4.  | Phra Bat Na Sing | พระบาทนาสิงห์ | 17    | 11.447 |
| 5.  | Phon Phaeng      | โพนแพง      | 13    | 05.821 |

### Lokalverwaltung
Außerdem gibt es fünf „Tambon-Verwaltungsorganisationen“ (องค์การบริหารส่วนตำบล – Tambon Administrative Organizations, TAO):
- Rattanawapi (Thai: องค์การบริหารส่วนตำบลรัตนวาปี)
- Na Thap Hai (Thai: องค์การบริหารส่วนตำบลนาทับไฮ)
- Ban Ton (Thai: องค์การบริหารส่วนตำบลบ้านต้อน)
- Phra Bat Na Sing (Thai: องค์การบริหารส่วนตำบลพระบาทนาสิงห์)
- Phon Phaeng (Thai: องค์การบริหารส่วนตำบลโพนแพง)